# 黎明前的全部
《長夜盡頭的微光》（日語：夜明けのすべて）是日本作家濑尾麻衣子所著的小说。2020年10月22日经水鈴社出版 。改编电影于2024年2月上映。香港於2024年HKIFF48首度上映。
对于这本根据自己的恐慌症经历写成的小说，作者濑尾这么说道：“我至今都是以开心的心情写了许多小说，但到了这本，我斷斷續續地用了缓慢的节奏写完。” 她又说：“因此，这成为了我想一直珍爱着的作品。” 

## 概述
虽然美紗得到同事们的理解，但受到每月一次的经前综合症（PMS）的影响，她很容易生气，而对凡事没有动力的山添破口大骂。患上恐慌症的山添失去了生存的意志。尽管他们彼此之間没有爱情，甚至没有友谊，但在不知不觉中，他们开始觉得自己可以治愈对方的精神疾病，并以此想法互相帮助。 

## 登场人物
藤澤美紗
属于向家居中心批发建筑材料和硬件的栗田金属公司的员工。
经常会因每月到访一次的 PMS（经前综合症）而感到焦躁。
山添孝俊
从大型咨询公司转工到栗田金属公司的员工。
患有恐慌症，找不到活下去的意志。
栗田
栗田金属的社长。
平西
栗田金属的员工。喜欢聊天。
铃木
栗田金属的员工。安静地处理工作，但这并不代表他态度冷淡。
住川
栗田金属公司的女员工。和美沙从事同样的事务工作，是个很有爱心且多管闲事的人。

## 书籍资料
- 单行本：2020年10月22日发行，水鈴社，ISBN 978-4-16-401001-3
- 中文版：2023年4月7日發行，尖端出版，ISBN 9786263563094

## 电影
改编电影在日本當地于2024年2月9日上映，由三宅唱执导，並由继NHK连续剧《Come Come Everybody》以来再次合作的松村北斗、上白石萌音主演。
另外，電影版修改了某些設定，例如將「栗田金屬」改為生產天象儀、顯微鏡等實驗器材的「栗田科學」。

### 演员列表
- 山添孝俊：松村北斗（SixTONES）
- 藤泽美沙：上白石萌音
- 辻本憲彦：涩川清彦[8]
- 大岛千寻：芋生悠[8]
- 岩田真奈美：藤間爽子[8]
- 藤泽倫子：亮[8]
- 栗田和夫：光石研[8]

### 獎項
- 第14屆北京國際電影節競賽單元「最佳藝術貢獻獎」[9]
- 第16屆TAMA電影獎[10][11]
  - 最佳電影
  - 最佳女演員（上百石萌音）[12]
  - 最佳新進男演員（松村北斗）
- 第46屆橫濱電影節
  - 最佳電影獎[13]
  - 日本電影前十名 第一名[14]
- Filmarks Awards 2024
  - 日本電影部門 優秀獎[15]
  - 創作者部門 導演Fan！獎[16]
- 第37屆日刊體育電影大獎
  - 粉絲選擇的最佳作品獎[17]
  - 粉絲選擇的最佳演技獎（松村北斗）[17]
- 第79屆每日電影獎[18][19]
  - 日本電影獎
  - 工作人員部門 導演獎（三宅唱）
  - TSUTAYA DISCAS電影粉絲獎
- 第49屆日本電影學院獎[20]
  - 優秀電影獎
  - 優秀導演獎（三宅唱）
  - 優秀女主角獎（上百石萌音）
- 第98屆電影旬報十佳獎[21][22]
  - 日本電影第一名
  - 日本電影導演獎（三宅唱）
  - 最佳男主角（松村北斗）
  - 讀者選出日本電影導演獎（三宅唱）
- 大阪電影節[23]
  - 日本電影獎

### 提名
- 第49屆報知電影獎[24][25]
  - 最佳日本電影（讀者投票第一名）
  - 最佳導演（三宅唱；讀者投票第一名）
  - 最佳男主角（松村北斗；讀者投票第一名）
  - 最佳女主角（上百石萌音；讀者投票第一名）
  - 最佳男配角（光石研）
  - 最佳女配角（藤間爽子）
- 第79屆每日電影獎[26]
  - 主演演員獎（上百石萌音）
  - 工作人員部門 劇本獎（和田清人、三宅唱）
  - 工作人員部門 攝影獎（月永雄太）
  - 工作人員部門 音樂獎（Hi'Spec）
  - 工作人員部門 錄音獎（川井崇滿）
- 第67屆藍絲帶獎
  - 電影獎
- 第18屆亞洲電影大獎[27]
  - 最佳男配角（光石研）
  - 最佳編劇（和田清人、三宅唱）
  - 最佳原創音樂（Hi'Spec）

### 展出
- 第74届柏林影展 论坛單元[28]
- 第48屆香港國際電影節 閉幕電影[29]
- 第25屆全州國際電影節 開幕電影[30][31]
- Red Lotus維也納亞洲電影節 開幕電影[32]
- 多倫多日本電影節2024 競賽單元[33]
- 第24屆Nippon Connection 閉幕電影
- 第26屆上海國際電影節「日本電影週」單元[34]
- 第39屆華倫西亞國際電影節 競賽單元[35]
- 紐約曼哈頓Japan Cuts 2024 美國首映[36]
- 馬來西亞國際電影節2024 東南亞首映[37]
- New Horizons國際電影節2024 波蘭首映
- 列斯國際電影節 閉幕電影[38][39]

## 外部连结
- 《黎明前的全部》原著網站（日語）（页面存档备份，存于）
- 電影官方網站（日語）（页面存档备份，存于）
  - 電影官方的X（前Twitter）
  - 電影官方的Instagram帳戶